# 9П137
9П137 — советская боевая машина из состава самоходного противотанкового комплекса 9К8П «Флейта». Создана на базе бронированной разведывательно-дозорной машины БРДМ-2.

## История создания
Разработана в 1972 году в коломенском КБМ специально для модернизированного комплекса 9К8П «Флейта» (первоначально комплекс обозначался 2К8П «Фаланга-П»). Причиной создания стало изменение режима управления ракетой с ручного на полуавтоматический.

## Серийное производство
Серийное производство машины 9П137 велось с 1973 года. Машина производилась только для нужд Советской армии и за рубеж не поставлялась.

## Описание конструкции
Боевая машина 9П137 создана на базе бронированной разведывательно-дозорной машины БРДМ-2, основным вооружением машины являются противотанковые ракеты 9М17П «Флейта». 9П137 способна осуществлять запуски ракет со скоростью 2 выстрела в минуту. Время приведения в боевое положение — 20 секунд. Общий возимый боекомплект составляет 8 ракет. Каждая ракета обладает бронепробиваемость в 500—650 мм. Управление ракетами осуществляется по радиоканалу в полуавтоматическом режиме. Дополнительно в машине имеется ручной противотанковый гранатомёт РПГ-7.

## Служба и боевое применение

### Организационная структура
Боевая машина 9П137 использовалась истребительно противотанковыми частями Ракетных войск и артиллерии Советской армии на уровне дивизионного и корпусного/армейского звена.

## Сохранившиеся экземпляры
- Россия:
  - Военно-исторический музей артиллерии, инженерных войск и войск связи в Санкт-Петербурге
  - Музей техники Вадима Задорожного рядом с усадьбой Архангельское
  - Музей-диорама (Воронеж), с кустарно установленной башней БПУ-1